# へ
へ або ヘ (/he/; МФА: [he] • [he̞]; укр. хе) — склад в японській мові, один зі знаків японської силабічної абетки кана. Становить 1 мору. Розміщується у комірці 4-го рядка 6-го стовпчика таблиці ґодзюон.
Має похідні:
- дзвінкі звуки — べ або ベ (/be/; МФА: [be] • [be̞]; укр. бе);
- напівдзвінкі звуки — ぺ або ペ (/pe/; МФА: [pe] • [pe̞]; укр. пе).

## Короткі відомості

### Опис
Фонема сучасної японської мови. Складається з одного приголосного звука та одного неогубленого голосного  переднього ряду високо-середнього піднесення /e/ (え). Приголосні бувають різними залежно від типу.
| Глухий глотальний щілинний:      |  | /h/ → | へ | [he] | (основний звук) |
| Дзвінкий губно-губний проривний: |  | /b/ → | べ | [be] | (похідний звук) |
| Глухий губно-губний проривний:   |  | /p/ → | ぺ | [pe] | (похідний звук) |

До IX століття знак へ вимовлявся як [pe], У X—XVI століттях — як [ɸe], а з XVII століття і по сьогодні — як [he].
Крім цього, в історичному використанні кани знак へ читався як [he] лише на початку слова; в решті випадків він вимовлявся як え — [e]. 
У сучасній японській мові звук [e] передається лише знаком え. Виняток становить граматична частка вказівного відмінка, що передається на письмі як へ, а вимовляється як [e].

### Порядок
Місце у системах порядку запису кани:
- Порядок ґодзюону: 29.
- Порядок іроха: 6. Між ほ і と.

### Абетки
- Хіраґана: へ

Походить від скорописного написання правої складової ієрогліфа 部 (бу, частина).
- Катакана: ヘ

Походить від скорописного написання правої складової ієрогліфа 部 (бу, частина).
- Манйоґана: 平 • 反 • 返 • 弁 • 弊 • 陛 • 遍 • 覇 • 部 • 辺 • 重 • 隔 • 閉 • 倍 • 陪 • 拝 • 戸 • 経

### Транслітерації

#### へ
- Кирилиця:
Система Поліванова: ХЕ (хе).
Альтернативні системи: ХЕ (хе).
- Латинка
Система Хепберна: HE (he).
Японська система: HE (he).
JIS X 4063: he
Айнська система: HE (he).

#### べ
- Кирилиця:
Система Поліванова: БЕ (бе).
Альтернативні системи: БЕ (бе)
- Латинка
Система Хепберна: BE (be).
Японська система: BE (be).
JIS X 4063: be
Айнська система: BE (be).

#### ぺ
- Кирилиця:
Система Поліванова: ПЕ (пе).
Альтернативні системи: ПЕ (пе)
- Латинка
Система Хепберна: PE (pe).
Японська система: PE (pe).
JIS X 4063: pe
Айнська система: PE (pe).

### Інші системи передачі
- Шрифт Брайля:
| ●● ●－ ●● |
- Радіоабетка: ХЕіва но ХЕ (平和のヘ; «хе» миру)
- Абетка Морзе: ・